# SIEM - Società Italiana per l'Educazione Musicale
La SIEM - Società Italiana per l’Educazione Musicale è un’associazione professionale e culturale senza fini di lucro fondata nel 1969 per iniziativa di Carlo Delfrati. È rappresentante italiana dell’International Society for Music Education. La sua presenza dul territorio è garantita da sezioni dotate di autonomia progettuale e organizzativa.
Le finalità statutarie della SIEM sono: 
- promuovere la diffusione della cultura musicale a ogni livello e in ogni ambiente, scolastico ed extrascolastico, come parte integrante dell’educazione generale e della vita associata;
- provvedere all’aggiornamento e alla formazione professionale degli insegnanti e di quanti operano per l’educazione musicale;
- incoraggiare la ricerca scientifica sui problemi dell’educazione musicale.

Nel 1971, sempre per iniziativa di Carlo Delfrati, nasce la rivista Musica Domani organo ufficiale dell’associazione, il cui primo direttore fu Marco de Natale. 
Nel corso degli anni la SIEM ha partecipato attivamente al dibattito culturale e politico sviluppatosi intorno ai temi della Didattica della Musica, promuovendo un’idea di Educazione Musicale come disciplina interagente con le altre aree disciplinari, che sappia quindi porsi come componente essenziale del processo educativo e didattico.
Dalla sua costituzione la SIEM propone iniziative culturali, informative e formative quali: Convegni nazionali, Laboratorie e seminari,.Corsi estivi, Corsi di avvio alla Metodologia della Ricerca in campo educativo-musicale.
Tra le attività della SIEM ci sono iniziative editoriali rivolte alla formazione e all'aggiornamento di educatrici/educatori interessati alla cultura, alla formazione e all’importanza pedagogica della musica. Nell’ambito delle sue politiche culturali, la SIEM ha stretto importanti collaborazioni con Case Editrici attive nel settore musicale, quali EDT, Carocci e Carisch. Dalla collaborazione con EDT è nata la collana Educazione Musicale, i cui testi sono dedicati a varie tematiche didattiche, con particolare attenzione al nesso tra teoria e prassi. Nella stessa collana sono stati pubblicati anche i Quaderni della SIEM. 
Nel 2008 ha ospitato a Bologna l'ISME's 28th World Conference, che ha registrato la presenza di oltre 3.000 studiosi e musicisti provenienti da 81 paesi del mondo. 